# Viola lacmonica
Viola lacmonica är en violväxtart som beskrevs av Heinrich Carl Haussknecht. Viola lacmonica ingår i släktet violer, och familjen violväxter. Inga underarter finns listade i Catalogue of Life.